# Батковичи (Чайниче)
Батковичи (серб. Батковићи) — населенный пункт (деревня) в общине Чайниче, который принадлежит энтитету Республике Сербской, Босния и Герцеговина. По результатам югославской переписи населения 1991 года в Батковичах проживало 152 человека. Расположен на границе с Черногорией.

## Население
В населении деревни преобладают сербы, доля других национальностей мала.
| 1961                           | 1971 | 1981 | 1991 | - | - | - |
| ------------------------------ | ---- | ---- | ---- | - | - | - |
| 541                            | 430  | 166  | 152  | - | - | - |
| Гистограмма динамики населения |      |      |      |   |   |   |

### Национальный состав
1991 год:
- Сербы — 125 человек (82,23 %)
- Хорваты — 0 человек (0,0 %)
- Югославы — 0 человек (0,00 %)
- Мусульмане — 25 человек (9,92 %)
- Другие — 2 человека (1,32 %)